# Thái Sơn, An Lão (Hải Phòng)
Thái Sơn là một xã thuộc huyện An Lão, thành phố Hải Phòng, Việt Nam.
Xã Thái Sơn có diện tích 6.06 km², dân số năm 1999 là 6601 người, mật độ dân số đạt 1089 người/km².